# 병단 (군사)
병단(중국어 간체자: 兵团, 정체자: 兵團, 일본어: 兵団 헤이단[*], 한국 한자: 兵團)은 근대기에 일본과 중국에서 채용했었던 부대 편제 단위였다. 국민혁명군은 중일 전쟁 동안, 중국 인민해방군은 제2차 국공내전 이후 1949년부터 1950년 중반, 그리고 다수의 사단을 거느리는 생산건설병단에 채용하였다. 이름은 같으나, 규모와 구조는 제각기 달랐다.
대한민국은 육군에서 6.25 전쟁 당시 임시부대였던 백골병단, 해군의 전신인 조선해안경비대의 옛 이름인 해방병단(海防兵團)으로 쓰였다.

## 중국

### 중국 인민해방군
중국 인민해방군은 국공내전이 끝난 뒤, 군대의 개편에서 1949년부터 1950년대까지 잠시동안 5개의 야전군과 예하 편제단위 부대인 병단이 도입되었다가, 양쪽 편제 단위가 모두 폐지되었다.
- 제1야전군 (제1, 2병단)
- 제2야전군 (제3, 4, 5병단)
- 제3야전군 (제7, 8, 9 ,10병단)
- 제4야전군 (제12, 13, 14, 15병단)
- 화베이 야전군 (제18, 19, 20병단)
- 제21병단
- 제22병단, 1954년 10월 7일에 신장 군구 생산관리부와 제22병단 병단부(본부부대)가 합병하여 신장 생산건설병단이 되었다. 서수번호 22는 취소되었다.
- 제23병단, 제69군으로 재편성됨.

#### 생산건설병단
1954년에 여러개의 생산건설사단을 편성한 신장 생산건설병단이 가장 먼저 창설되고, 1960년대 말에 나머지 생산건설병단이 1968년~1969년 사이에 창설되었다. 이들 생산건설병단은 농장, 도로, 주택 등의 기반시설을 건설하는 군단급 건설공병부대였다. 1975년까지 활동을 마치고 모두 해체되었는데, 신장 생산건설병단 만이 1981년과 1982년 사이에 재소집되어 지금도 활동하고 있다.
- 광저우; 1969 ~ 1975년
- 내몽고; 1969 ~ 1975년
- 란저우; 1969 ~ 1975년
- 산둥; 1969년 ~ 1975년
- 신장; 1954년 ~ 1975년，1981년 ~ 현재
- 안후이; 1969년 ~ 1975년
- 윈난; 1970년 ~ 1975년
- 장쑤; 1969년 ~ 1975년
- 저장; 1969년 ~ 1975년
- 푸젠; 1969년 ~ 1975년
- 헤이룽강; 1968년 ~ 1975년
- 후베이; 1969년 ~ 1975년

### 중화민국
국민혁명군은 항일 전쟁 항일전쟁전구에서 다수의 집단군를 지휘하는 부대의 편제 단위로서 채용하였다. 제2차 국공내전에서는 다수의 사단을 지휘하는 군단급 지휘부대의 편제 단위로서 임시로 쓰였고, 주어진 임무를 마치면 해체하는 임시부대였다. 1947년에 정식으로 상설 편제단위의 부대인 작전병단이 나타났고, 1948년 8월에 열린 난징 군사위원회 회의의 결과로 군과 사단 편제를 되살렸다. 병단은 전술지휘부대로서 창설하였다가 해체되기를 반복하였다.

## 일본
각 병과의 부대를 차출하여 최소 전술 작전이 가능한 부대 편제로서, 연대,  여단, 사단 규모의 별동대를 병단으로 편성하였다. 때때로 지휘관의 성씨를 따서 붙이는데, 山田兵団→야마다 병단, 제2사단의 勇兵団→이사무 병단이 있다. 혹은 적으로부터 여단과 사단의 이름을 감추기 위한 통칭호(通称号)로도 쓰였다.
제2항공군이 1936년 8월 1일 당시에 모든 육군 항공대의 부대를 거느릴 수 있는 항공병단으로서 창설되었다. 항공병단은 다수의 비행단, 비행집단, 독립 비행연대를 휘하에 두었다. 1942년 4월에 비행집단이 후속 편제단위인 비행사단이 대체되고고, 정식적인 상위 편제단위인 항공군이 6월 1일에 도입되었을때, 항공병단은 제2항공군이 되었다.
1945년 여름에 연합군으로부터 일본 본토 방어를 위한 작전 계획인 결호작전에서 수비대 중 하나로서 군급 부대인 도쿄항 병단을 편성하였으나, 전투를 맞이하기 전에 일왕의 항복 선언에 따라 항복 이후 해체되었다.

## 참고
1. ↑  戚厚杰 (2001년 1월). 《国民革命军沿革实录》 (중국어). 河北人民出版社. ISBN 720202814X.